# Saurita admota
Saurita admota är en fjärilsart som beskrevs av Max Wilhelm Karl Draudt 1931. Saurita admota ingår i släktet Saurita och familjen björnspinnare. Inga underarter finns listade.